# 32 d'Andròmeda
32 d'Andròmeda (32 Andromedae) és una estrella de la constel·lació d'Andròmeda. Té una magnitud aparent de 5,30.